# 阿卡迪亞 (愛荷華州)
阿卡迪亞（英語：Arcadia）是美国艾奥瓦州卡洛爾縣下轄的一个城市。2010年人口统计为484人。